# Nhất Chi Mai
Compléments
Immolation par le feu à Saigon le 16 mai 1967 
Nom bouddhique : Thích nữ Diệu Huỳnh
Nhất Chi Mai de son vrai nom Phan Thị Mai et de son nom bouddhique Thích nữ Diệu Huỳnh, est née en 1934 dans la province de Tây Ninh et morte le 16 mai 1967 à Saïgon, après s'être immolée par le feu pour protester contre la guerre du Viêt Nam.

## Biographie
Nhất Chi Mai est née le 20 février 1934 dans la commune de Thái Hiệp Thành dans la province de Tây Ninh. Son père Phan Duy Mỹ et sa mère Nguyễn Thị Duyệt résidaient au 60/59 de la rue Yên Đổ à Saigon,.
Mai fut diplômée de l'Université nationale de pédagogie de Saigon en 1956, de la Faculté des Lettres de l'Université de Saigon (Đại học Văn khoa Sài Gòn) en 1964 et de l’École supérieure bouddhique Vạn Hạnh (Trường Cao đẳng Phật học Vạn Hạnh) en 1966. Elle enseigna à l'école élémentaire Tân Định à Saigon.
Elle participa activement à un groupe bouddhiste de « l’École de la Jeunesse pour le service social » (Thanh niên phụng sự xã hội), école créé en septembre 1965 au sein de l'université Vạn Hạnh, en s'occupant de l'éducation d'orphelins de guerre.
Elle fut une disciple du vénérable Nhất Hạnh et fut très influencée par la pratique d'un bouddhisme socialement engagé. Avec la nonne Chân Không, elle figura parmi les six premiers bouddhistes laïcs à être ordonnés de l'ordre de l'interêtre par Thich Nhat Hanh en février 1966.
En 1967, an bouddhique 2511, l’Église bouddhique unifiée du Viêt Nam organisa une semaine de la paix à l'occasion de la fête anniversaire du Bouddha (Vesak). Nhất Chi Mai inaugura cette semaine de prière pour la paix par un geste spectaculaire visant à réveiller les consciences.
Le 8 avril de l'année de la Chèvre (Đinh Mùi) du calendrier lunaire correspondant au 16 mai 1967, elle se rendit devant la pagode Tư Nghiêm à Saigon (située aujourd'hui dans le 10e arrondissement d'Hô Chi Minh-Ville). Devant cette pagode, elle s'immola par le feu à 7h20 du matin en signe de protestation contre la guerre du Viêt Nam. Elle mourut à l'âge de 33 ans laissant derrière elle dix lettres et poésies appelant à la fin de la guerre et au retour à la paix,.
Fait notable, avant de s'immoler, Mai avait placé deux statuettes devant elle : l'une de la Vierge Marie, la seconde étant la bodhisattva Avalokiteshvara. Par ce sacrifice, elle demandait aux catholiques et aux bouddhistes de s'unir pour défendre la paix.
En 1972, le célèbre musicien Phạm Duy composa la chanson Một Cành Mai (Đạo Ca 5) à la mémoire de Nhất Chi Mai.
Une rue d'Hô Chi Minh-Ville, située dans le 13e quartier de l'arrondissement de Tân Bình, porte son nom. Elle est considérée comme une héroïne anti-guerre. Pour le cinquantième anniversaire de la crise bouddhiste de 1963, la Famille bouddhique (Gia đình Phật tử), organisation laïque du bouddhisme vietnamien, composa une chanson à son nom.